# Avenue Mozart
L’avenue Mozart est une avenue du 16e arrondissement de Paris.

## Situation et accès
L'avenue Mozart est une voie en pente. Elle commence chaussée de la Muette (nos 1-11) et finit au croisement de la rue La Fontaine (no 110) et de la rue Pierre-Guérin (no 24). Elle mesure 1 180 mètres de longueur pour une largeur de 20 mètres.
Cette rue commerçante et animée, bordée de platanes sur ses deux côtés, abrite un commissariat et de nombreuses boutiques.
L'avenue Mozart est à sens unique de la rue Poussin vers la Muette. Il ne faut pas la confondre avec deux impasses auxquelles elle permet d'accéder, leur ayant donné leur nom : le square Mozart et la villa Mozart.

L'avenue en 2025
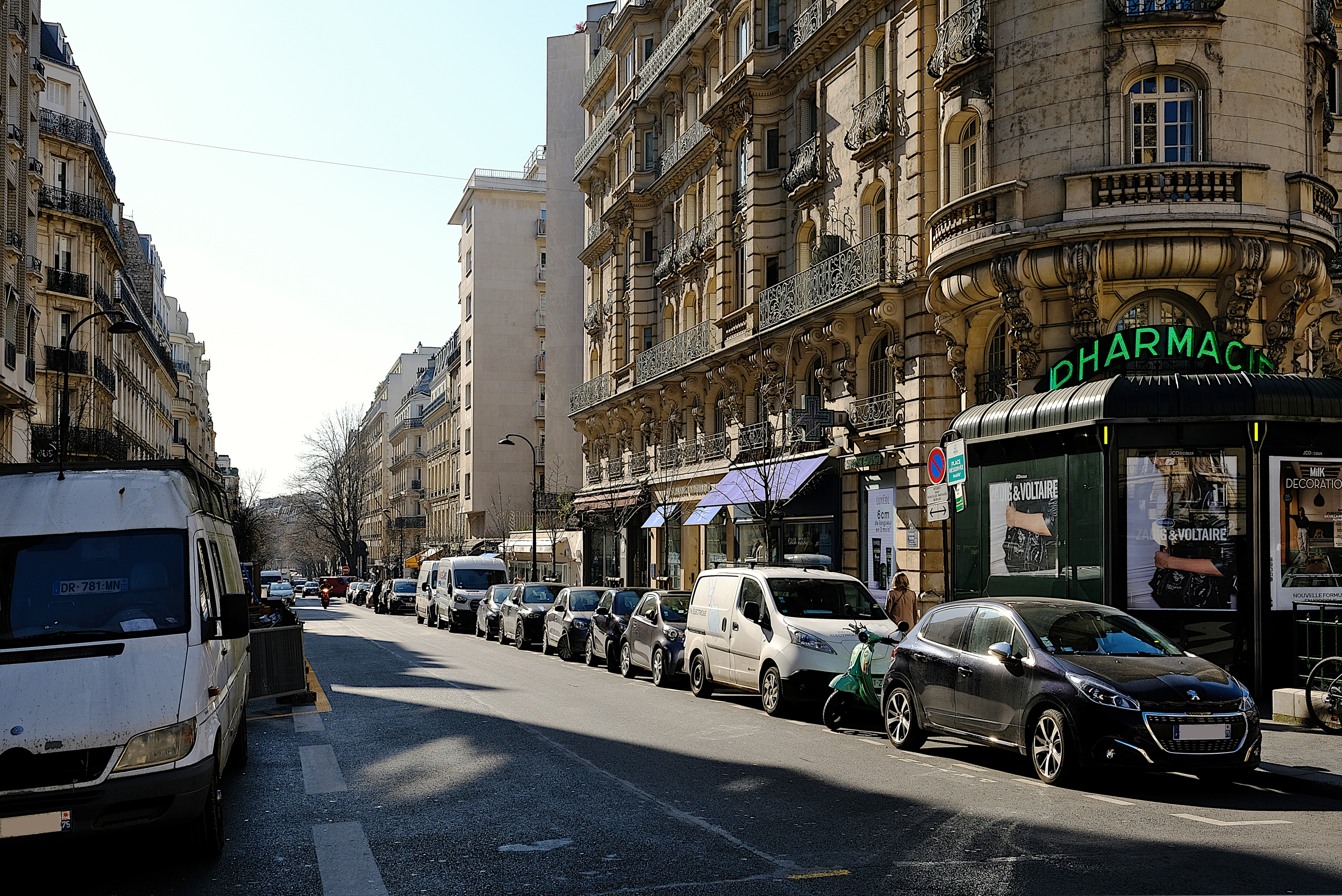
Le haut de l'avenue, au niveau de La Muette.
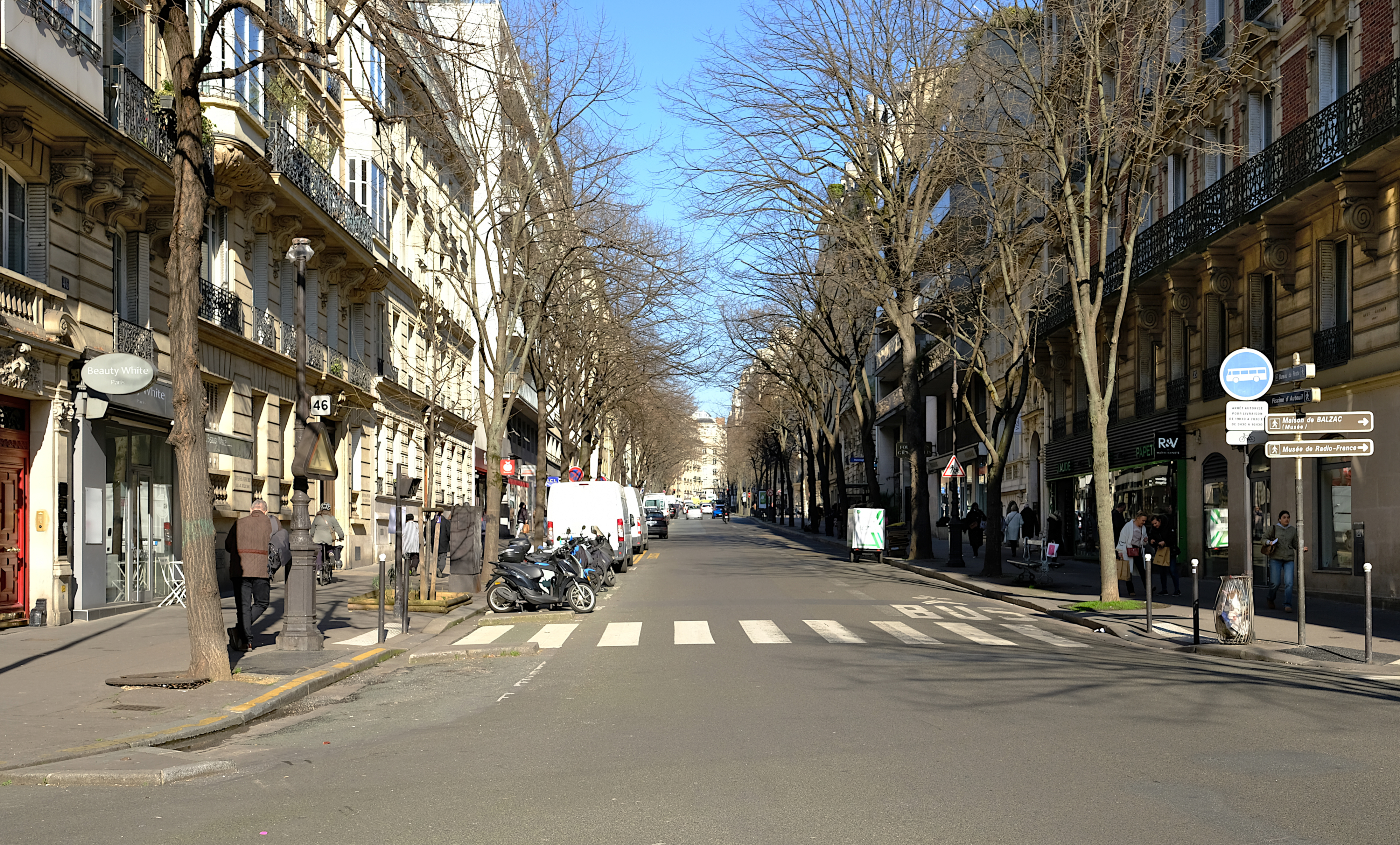
L'avenue à proximité du n°46.
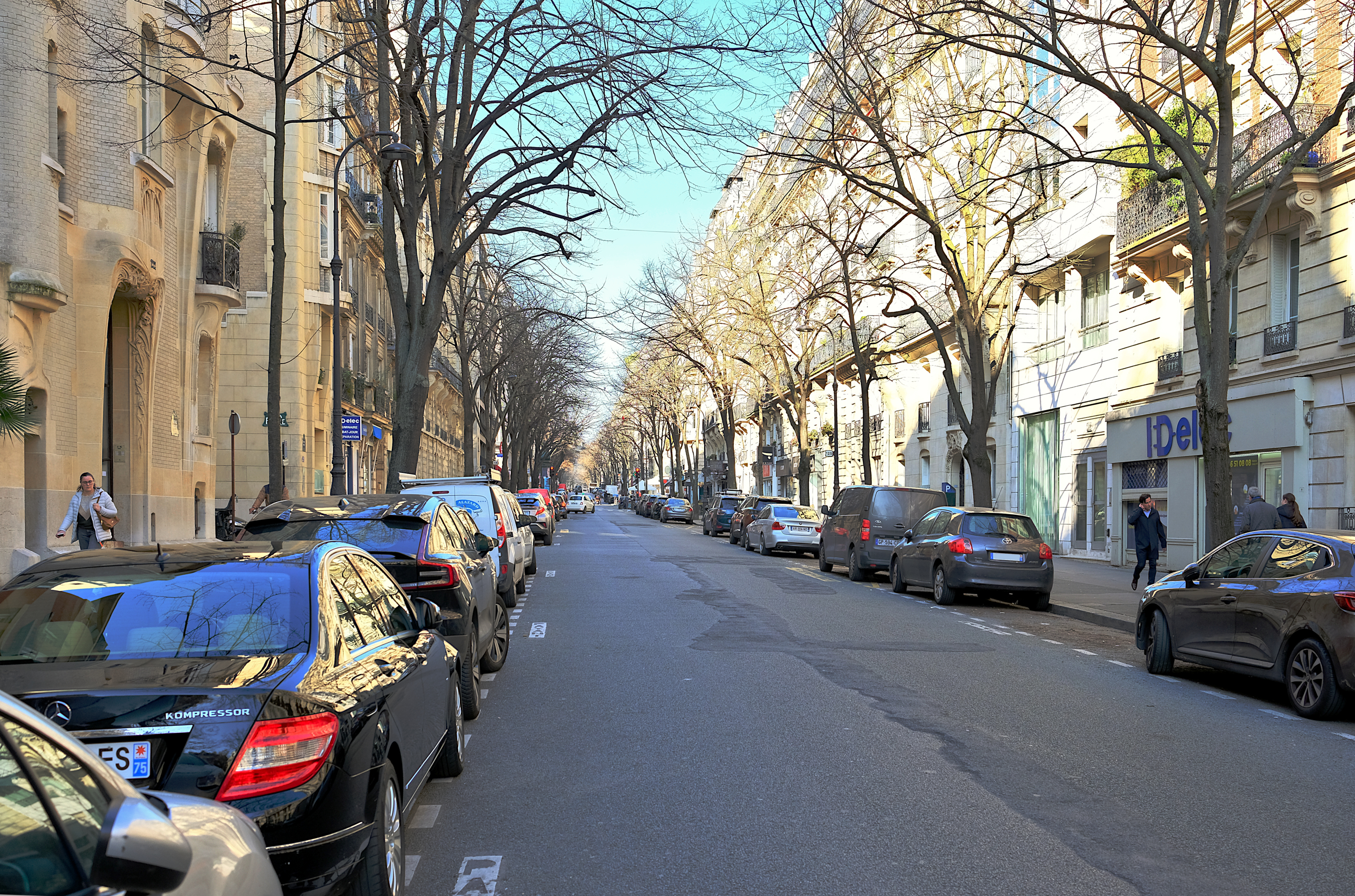
Le bas de l'avenue, au niveau de l'hôtel Guimard.

Accès
L'avenue est desservie par les stations Jasmin, Ranelagh et La Muette de la ligne 9 du métro de Paris.
Il y a une station Vélib' de 49 points d'attaches au no 79.

## Origine du nom

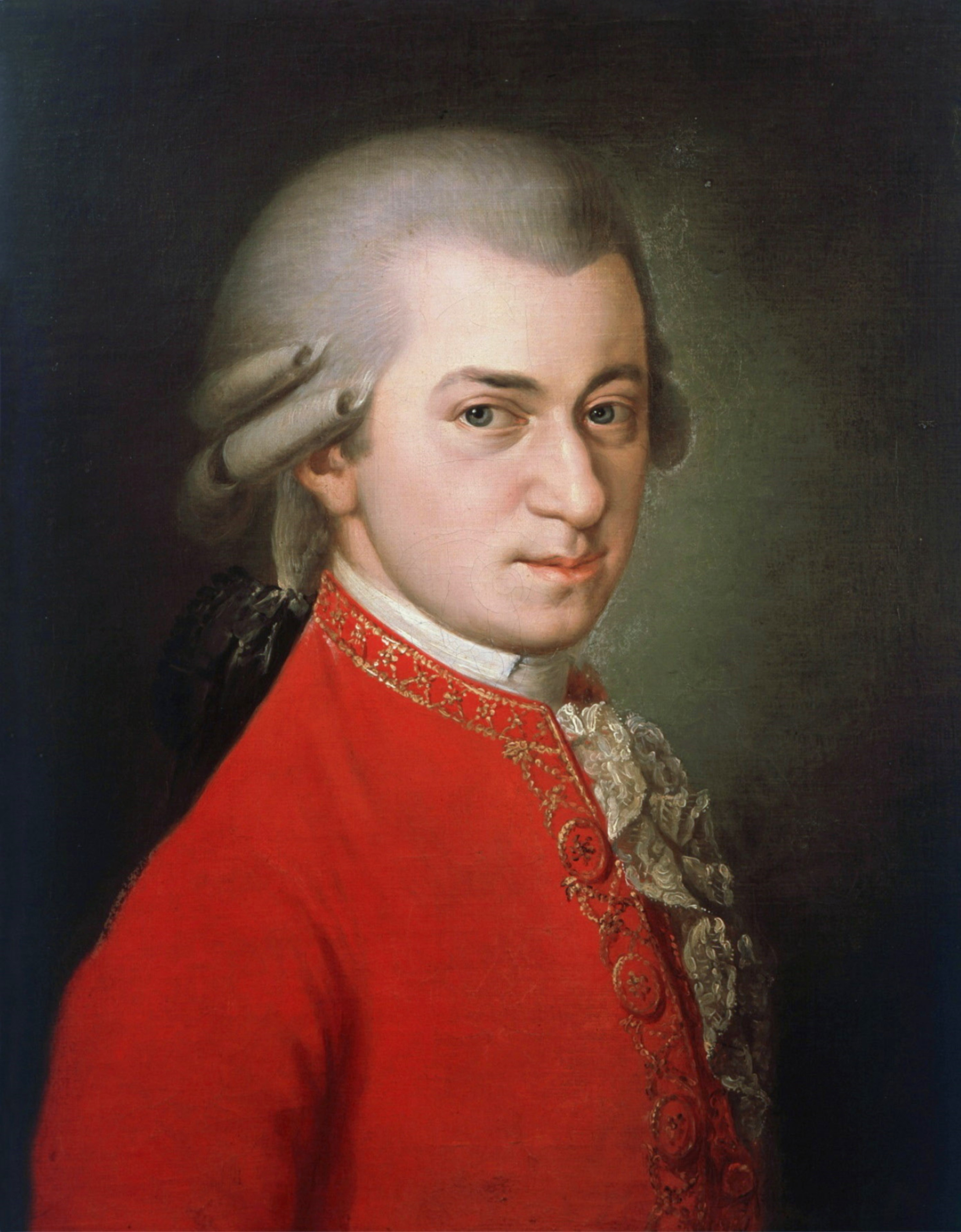
Le compositeur Wolfgang Amadeus Mozart.

Elle porte le nom du compositeur Wolfgang Amadeus Mozart (1756-1791).

## Historique
Cette voie est ouverte, sous le nom de « rue Mozart » par un décret du 2 mars 1867. 
Lors de son percement est détruite l'ancienne maison Pastouret de la rue Bois-Le-Vent, où fut arrêté le poète André Chénier en 1794.
La partie septentrionale, comprise entre la chaussée de la Muette et la rue Bois-Le-Vent, n'a été exécutée qu’en 1896. 

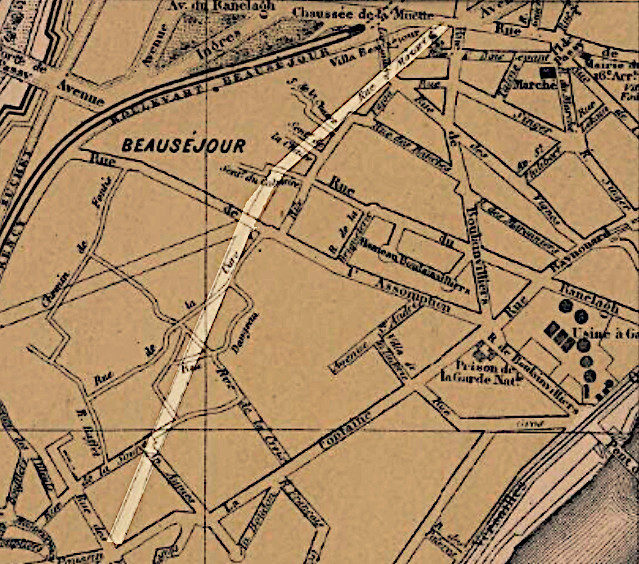
Le projet de la rue Mozart sur le plan d'Edmond Dumas-Vorzet (1869).
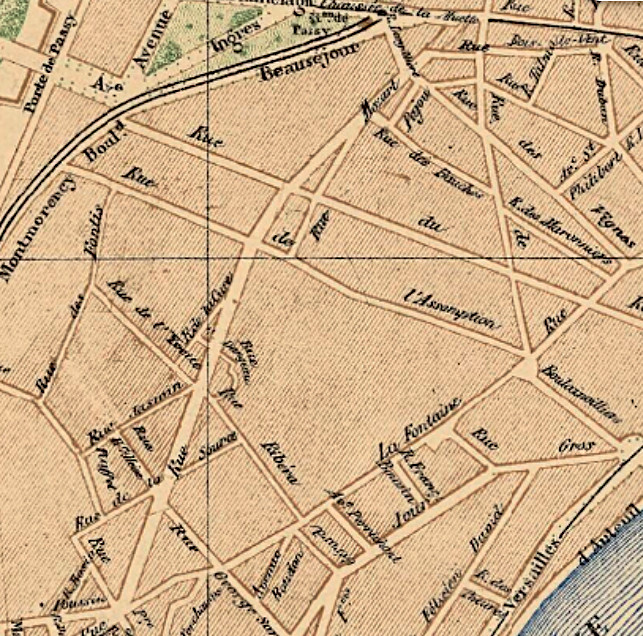
La rue Mozart incomplète sur le plan de Barrère (1891).
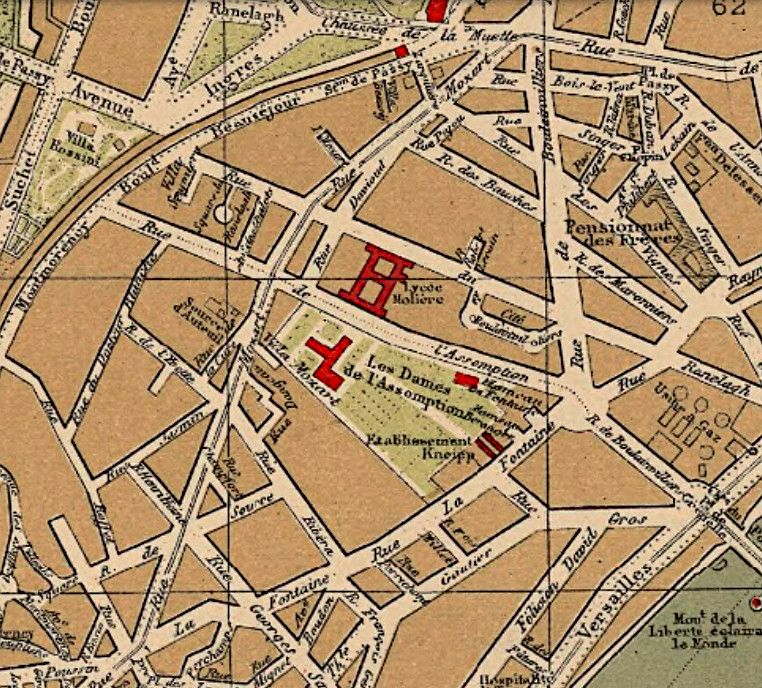
La rue Mozart complète sur le plan Hachette (1899).

En 1907, le conseil municipal de Paris ayant décidé « qu'il y a lieu de substituer la dénomination d’avenue à celle de rue pour toutes les voies publiques de Paris plantées d’arbres dans toute leur étendue », la « rue Mozart » devient donc l’« avenue Mozart ».

## Bâtiments remarquables et lieux de mémoire
En se déplaçant de la chaussée de la Muette jusqu’à la rue Jean-de-La-Fontaine, on peut observer les bâtiments remarquables suivants :
- Nos 1-5 : immeuble de rapport construit en 1907-1908 par Maurice du Bois d'Auberville.
- no 15 : Jean-Pierre Rampal (1922-2000), flûtiste, vécut au no 15. Une plaque commémorative lui rend hommage ;
- no 21 : André Fontainas (1865-1948), poète, vécut au no 21, de 1915 à sa mort[5] ;
- no 22 : la productrice et animatrice de télévision Ève Ruggiéri a vécu 30 ans à ce numéro[6] ;
- no 25 : immeuble construit en 1910 de l'architecte Edmond Béquet ;
- nos 28-28 bis : square Mozart, voie privée ;
- no 33 : immeuble construit en 1883 de l'architecte W. Lebreton ;
- no 35 : librairie J. Audé, fondée en 1936. Son libraire Nicolas Lefort a plusieurs fois participé à l'émission télévisée Télématin afin de partager ses découvertes littéraires[7] ;
- no 35 : à ce niveau se trouvait autrefois l'impasse Pajou ; cette voie a depuis été lotie[1] ;
- no 51 : ambassade des Seychelles en France ;

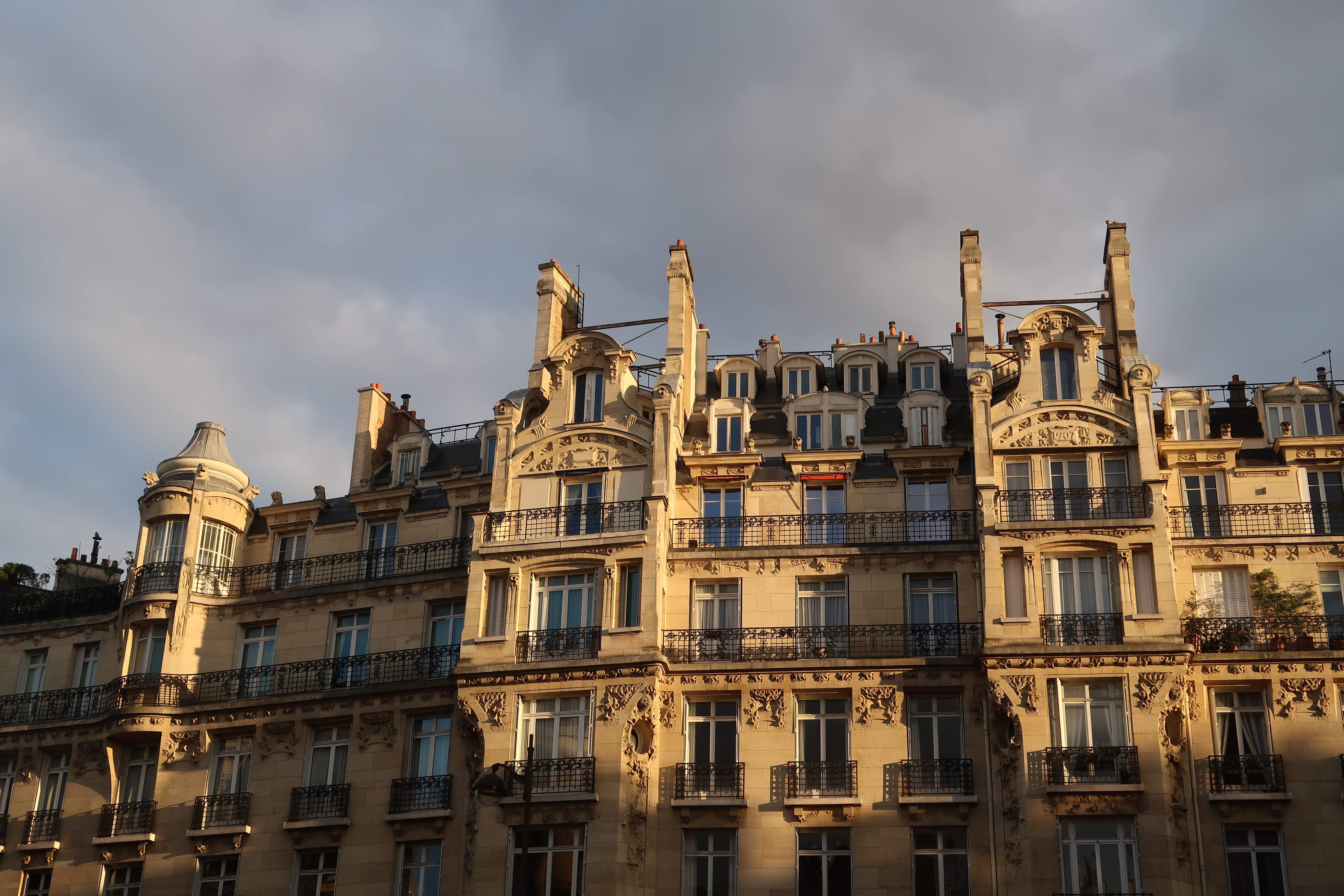
Le 3-5 avenue Mozart (immeuble de M. Castan).
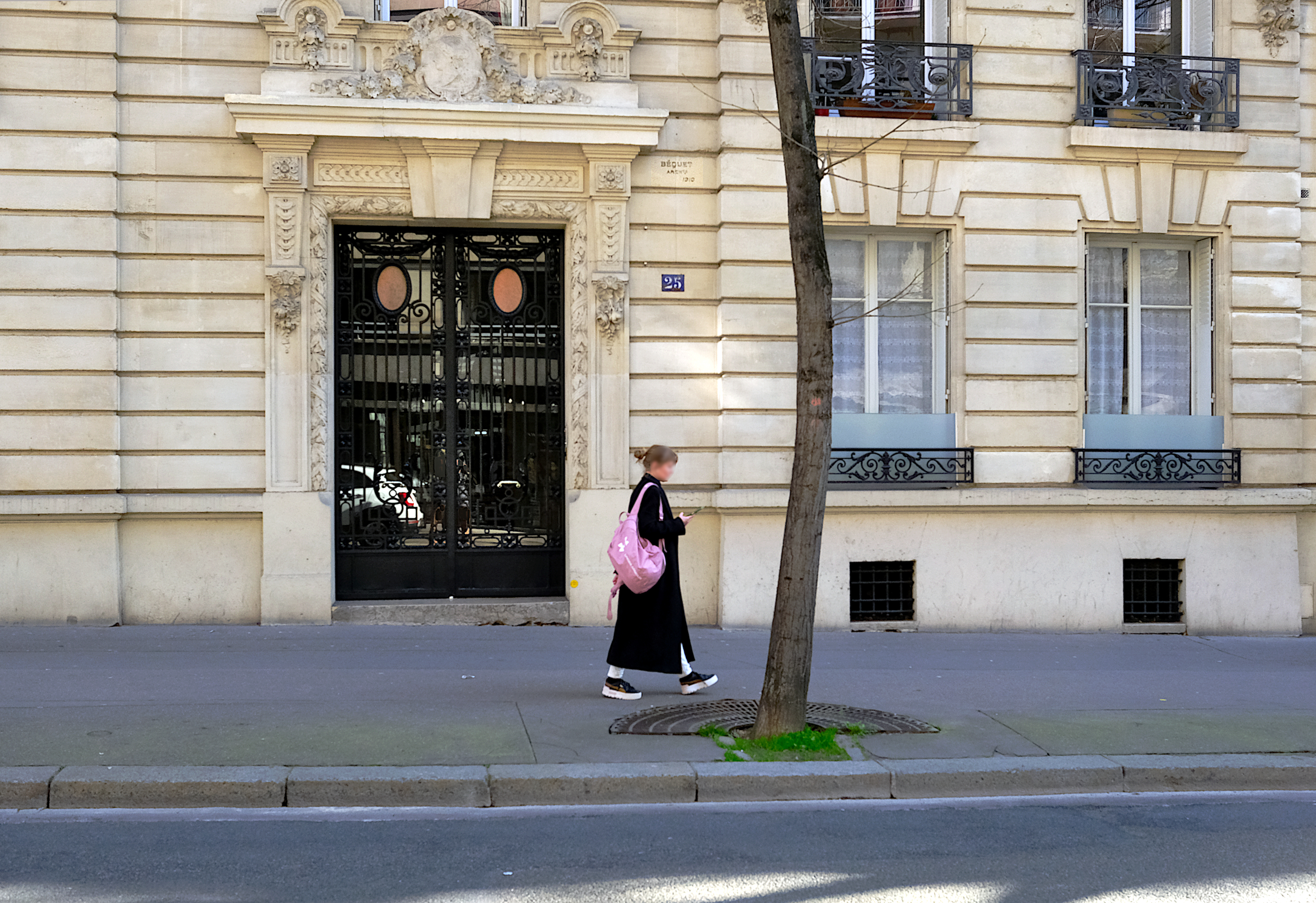
No 25.
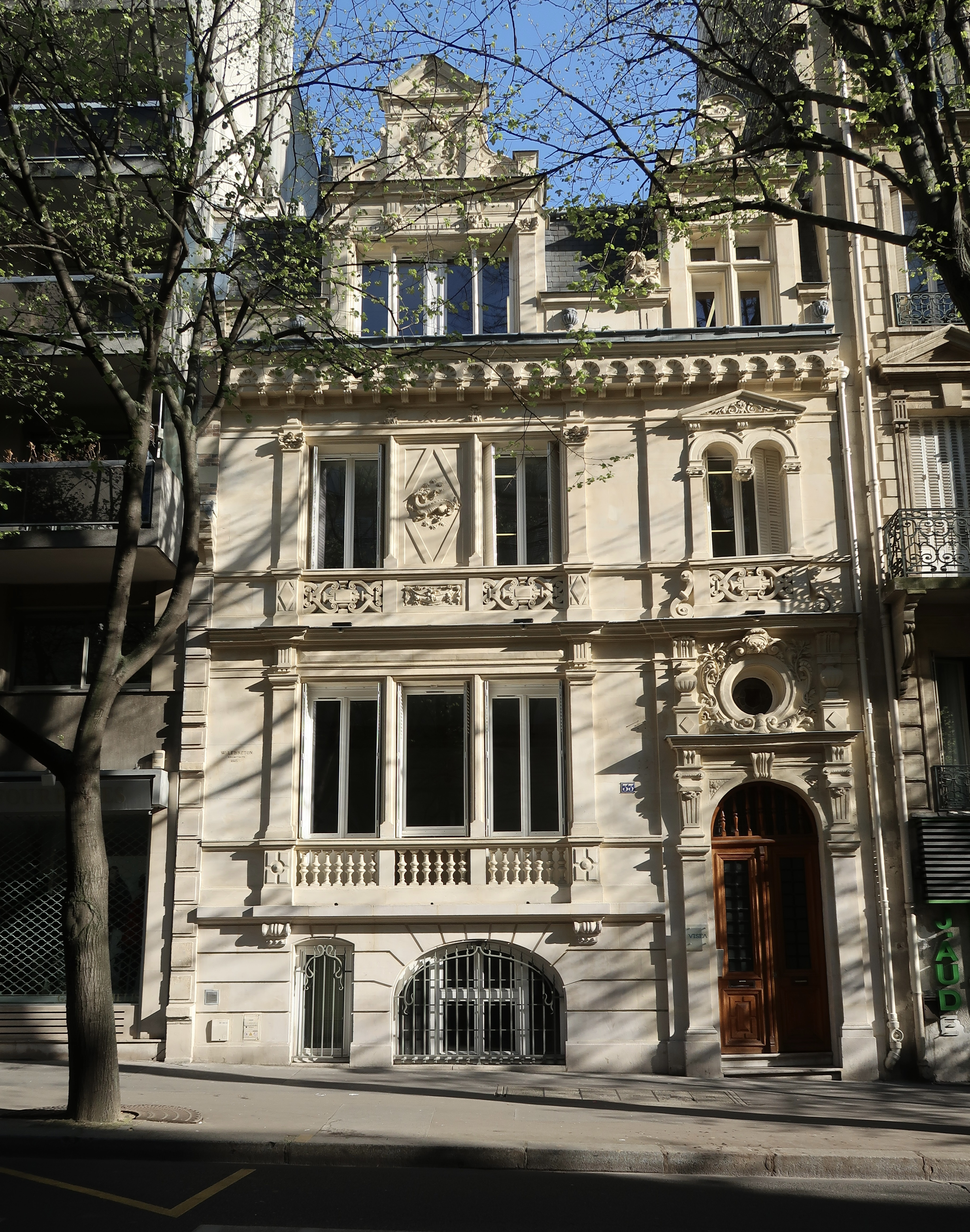
No 33.
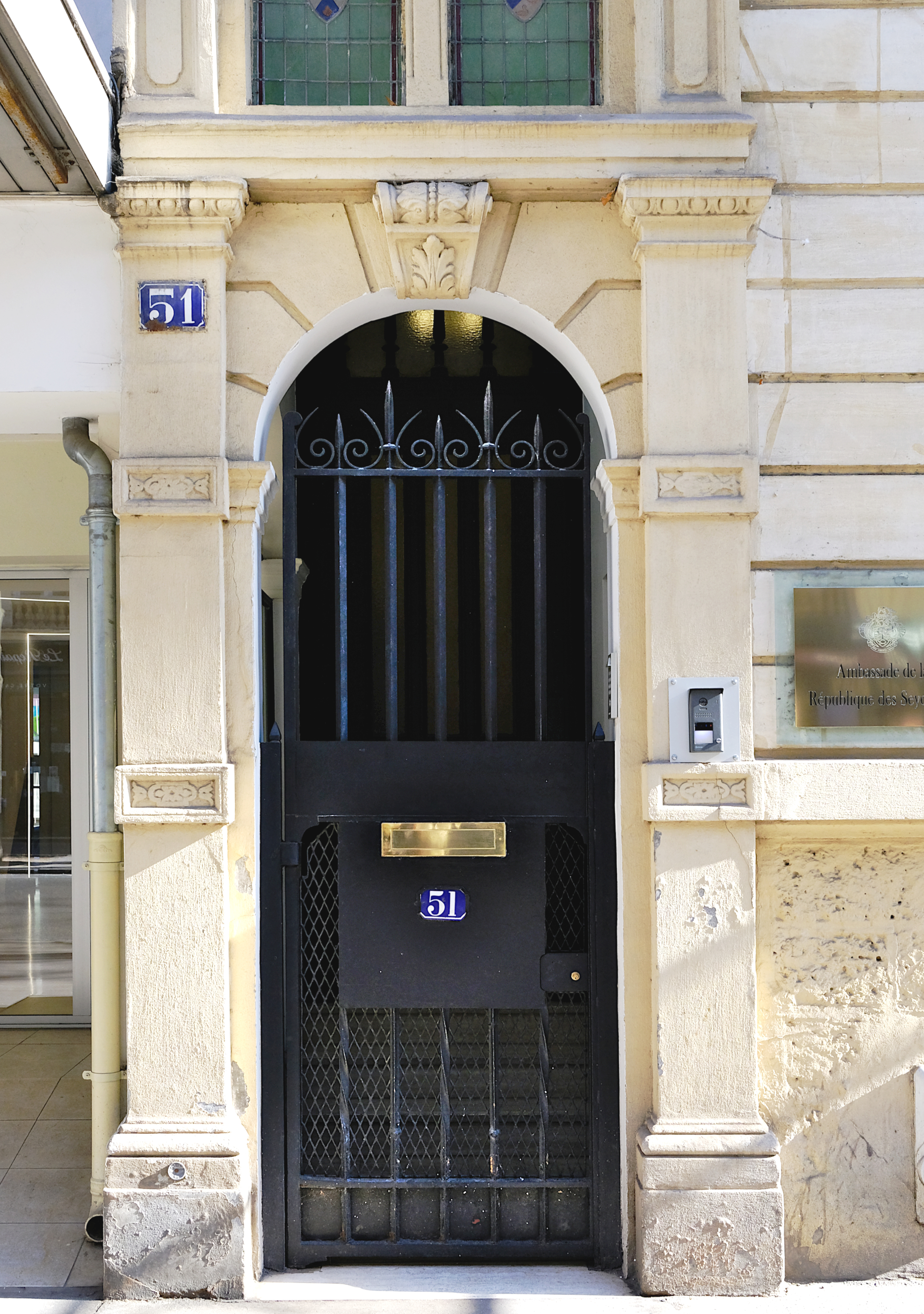
No 51.

- no 56 : Francis de Miomandre (1880-1959), écrivain, a habité ici. Une plaque lui rend hommage ;
- no 58 : dans la septième édition de son Dictionnaire historique des rues de Paris, l'historien de Paris Jacques Hillairet indique qu'à cet emplacement se trouve l'École d'apprentissage de la RATP, elle-même remplaçant un ancien dépôt de la Compagnie générale des omnibus. Le site était alors « contigu à l'établissement des sources d'eaux minérales de la rue de la Cure »[1]. Le site a été complément remodelé depuis, autour de l'actuelle place du Préfet-Claude-Érignac ;
- no 61 : de 1973 à sa mort en 1994, l'écrivain Michel Fardoulis-Lagrange a habité à cette adresse ;
- no 62 : commissariat central du 16e arrondissement[8] ;

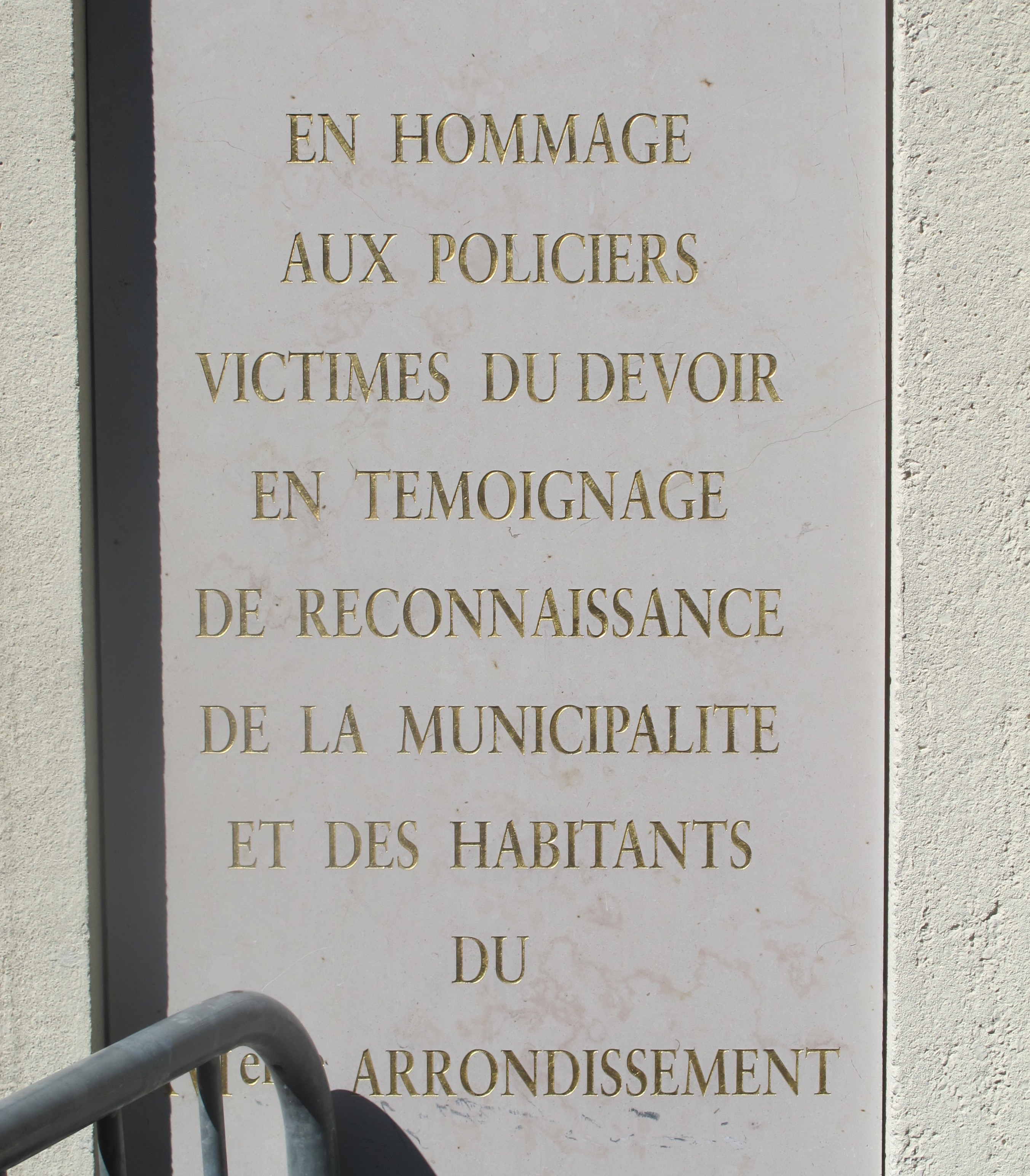
Plaque devant le commissariat.
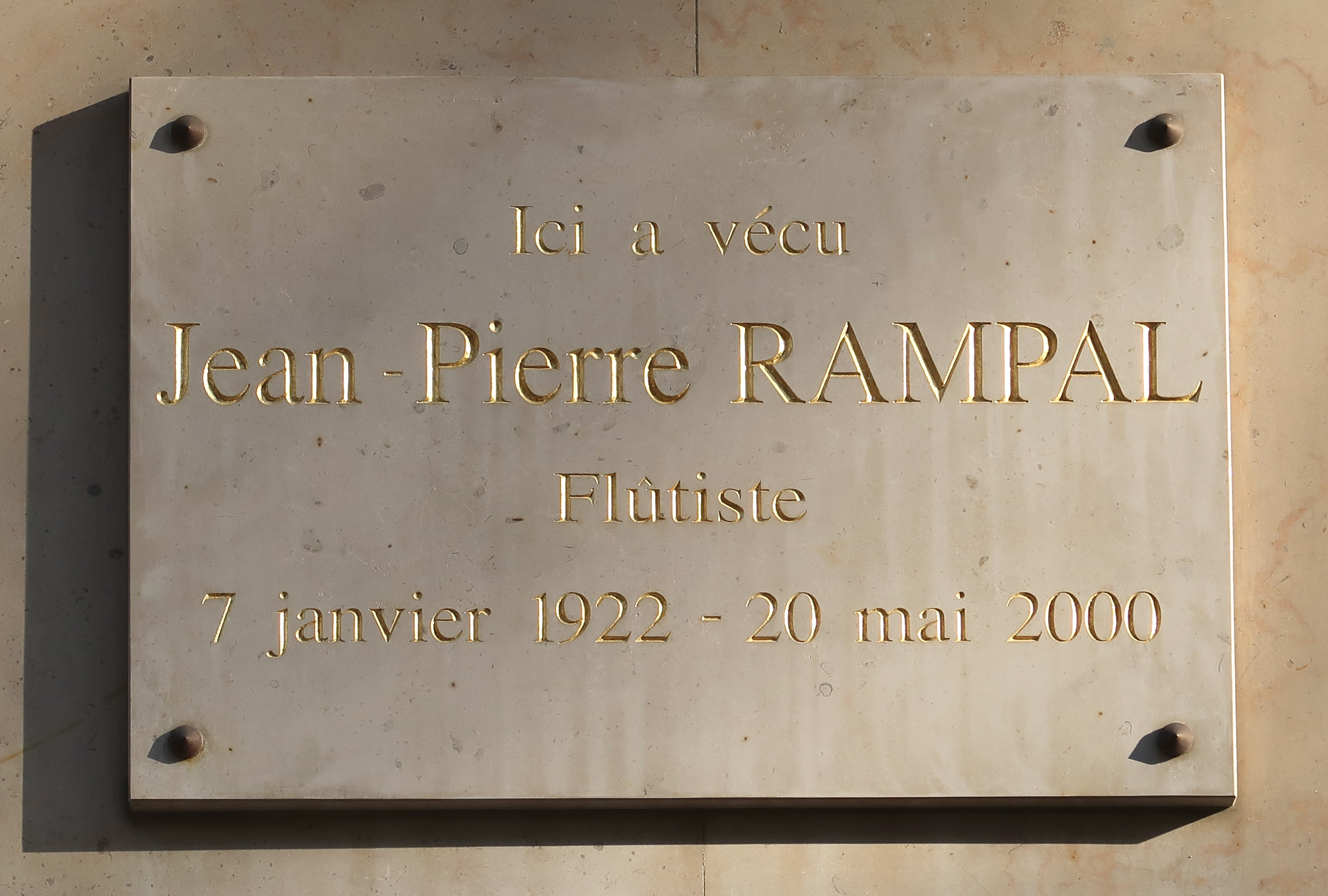
Plaque au no 15.
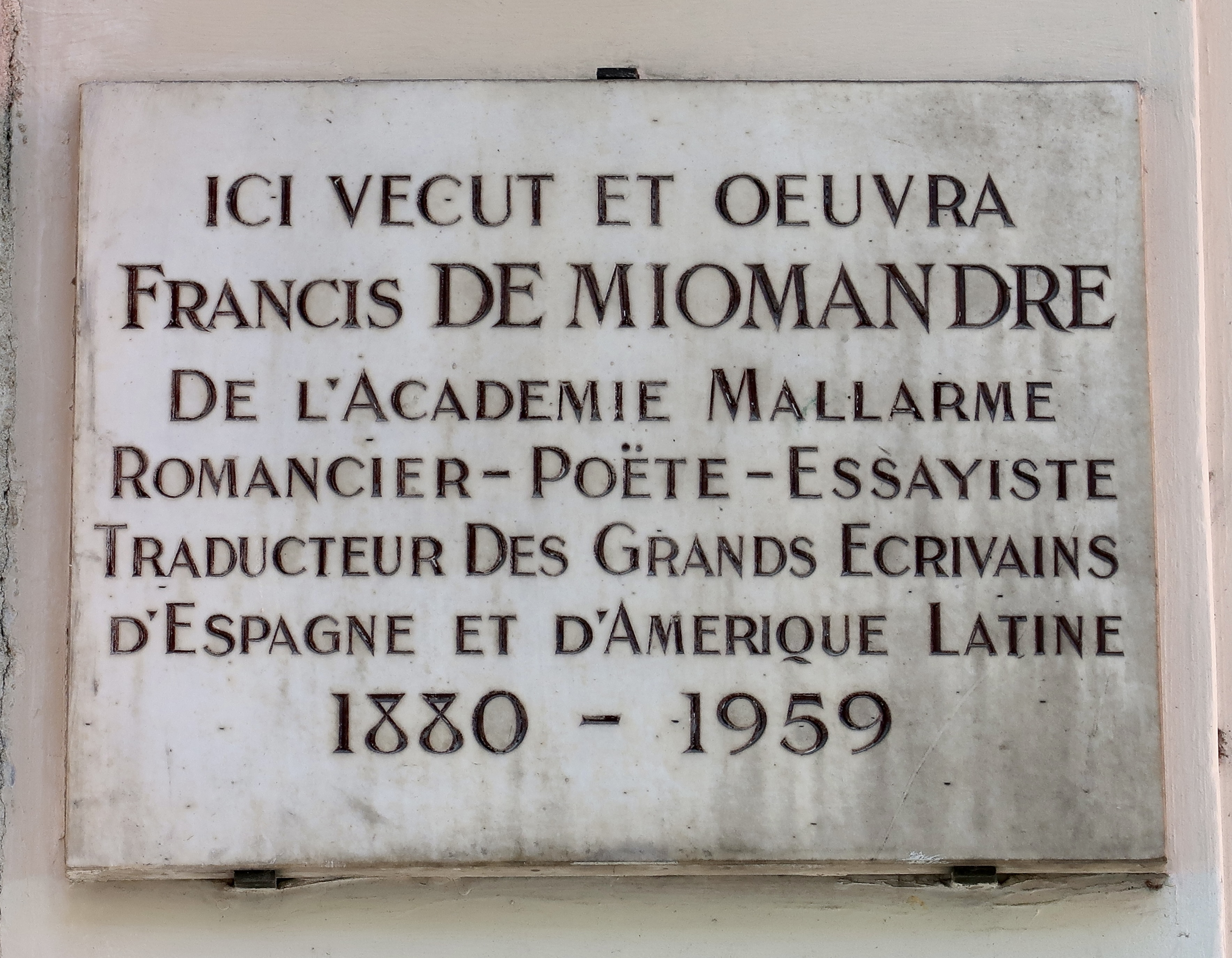
Plaque au no 56.
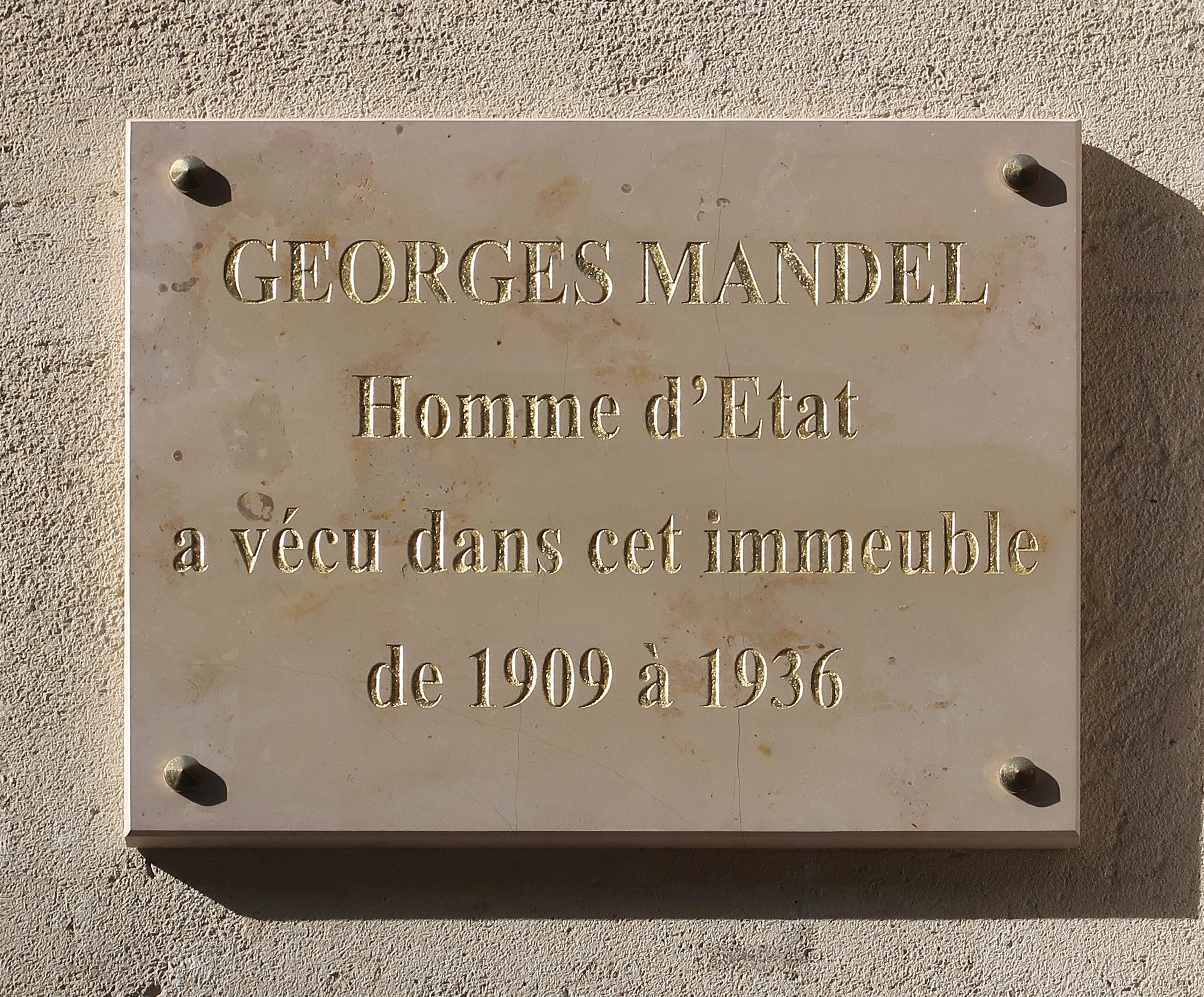
Plaque au no 72.
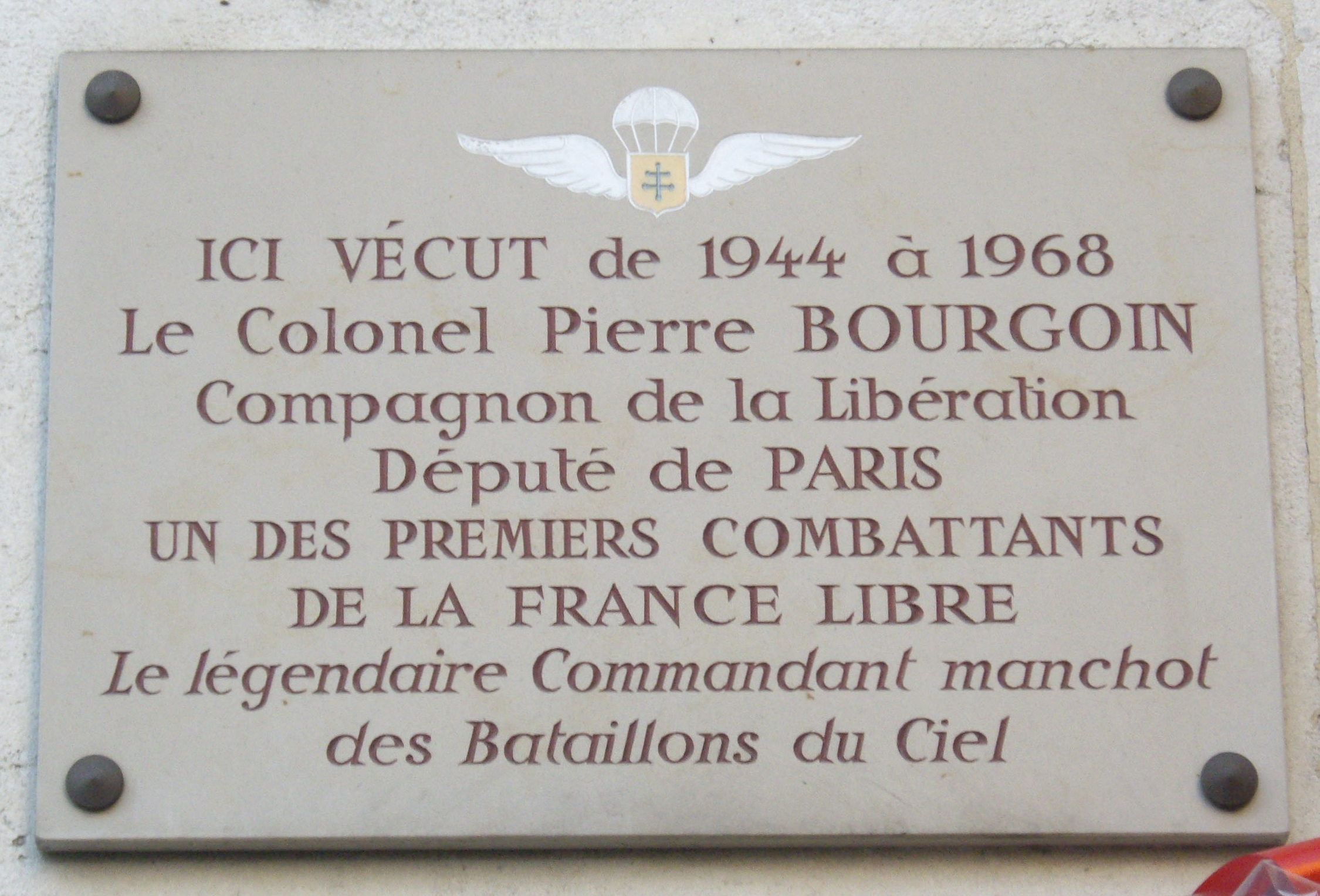
Plaque au no 78.
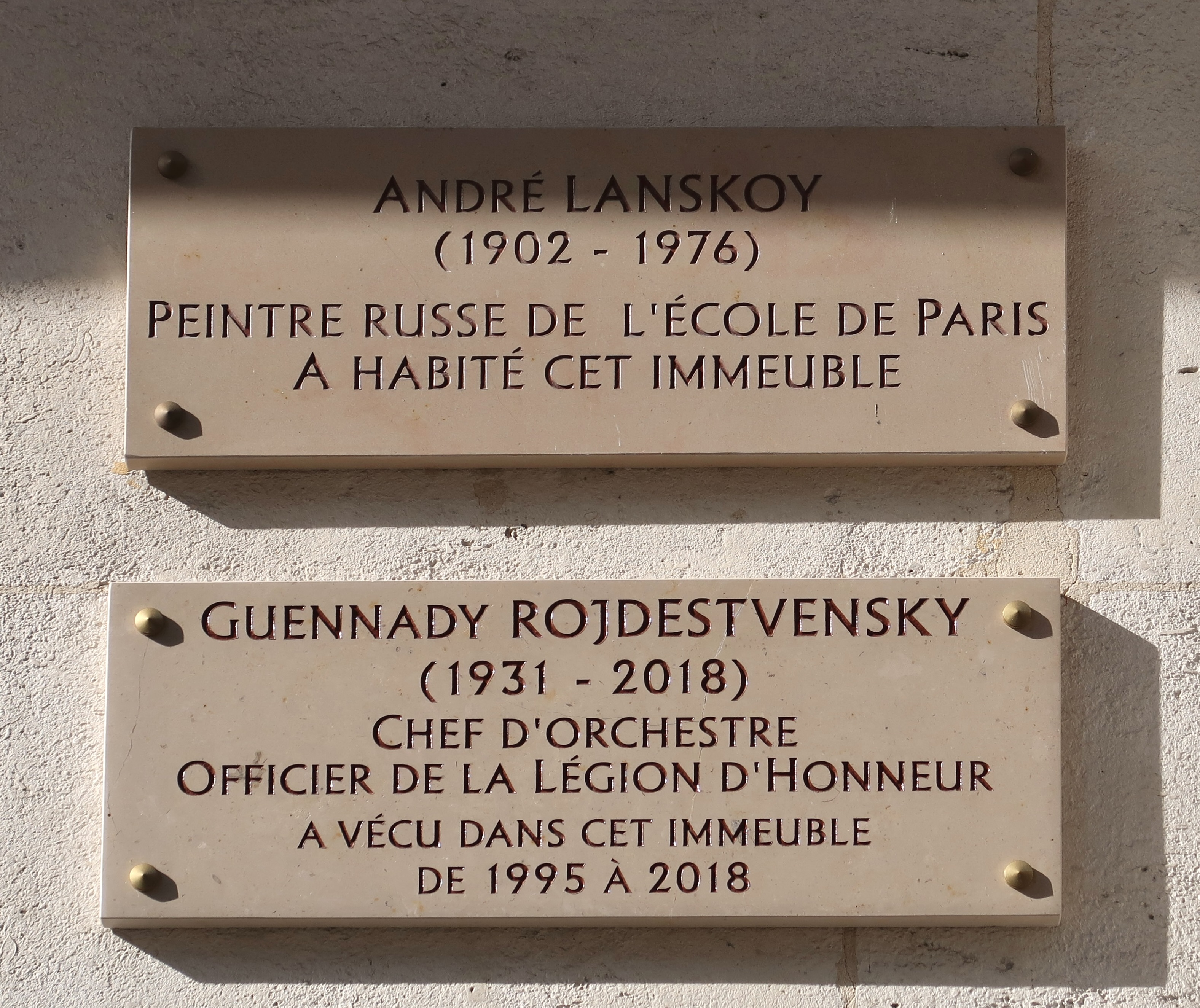
Plaques au no 78.
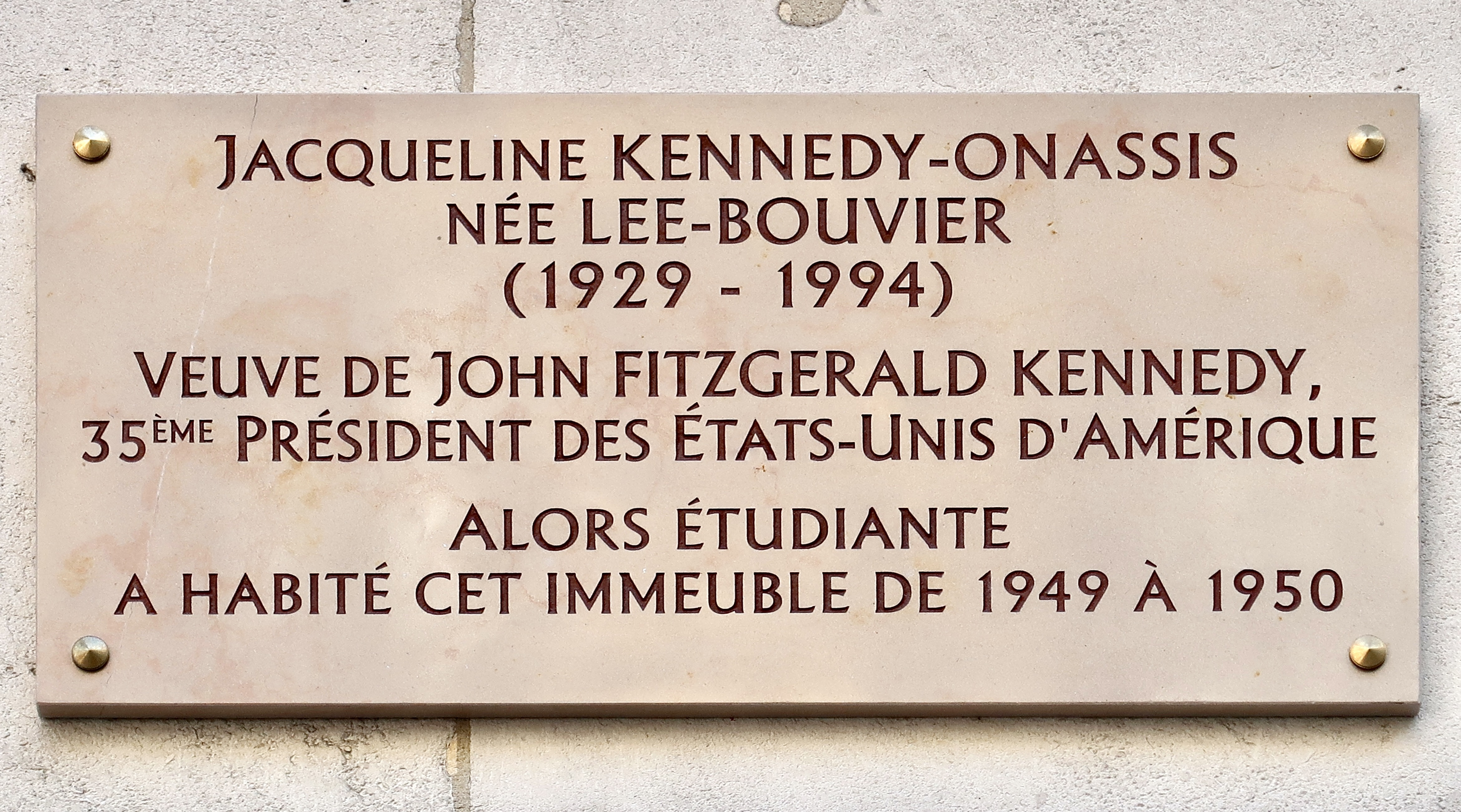
Plaque au no 78.

- no 66 : ancien hôtel particulier en briques rouges de style Renaissance. On y trouvait, au début du XXe siècle, la légation du Salvador[9]. L’ornithologue Louis Magaud d'Aubusson (1847-1917), père fondateur de la Ligue pour la protection des oiseaux, y a vécu et y est décédé[10].

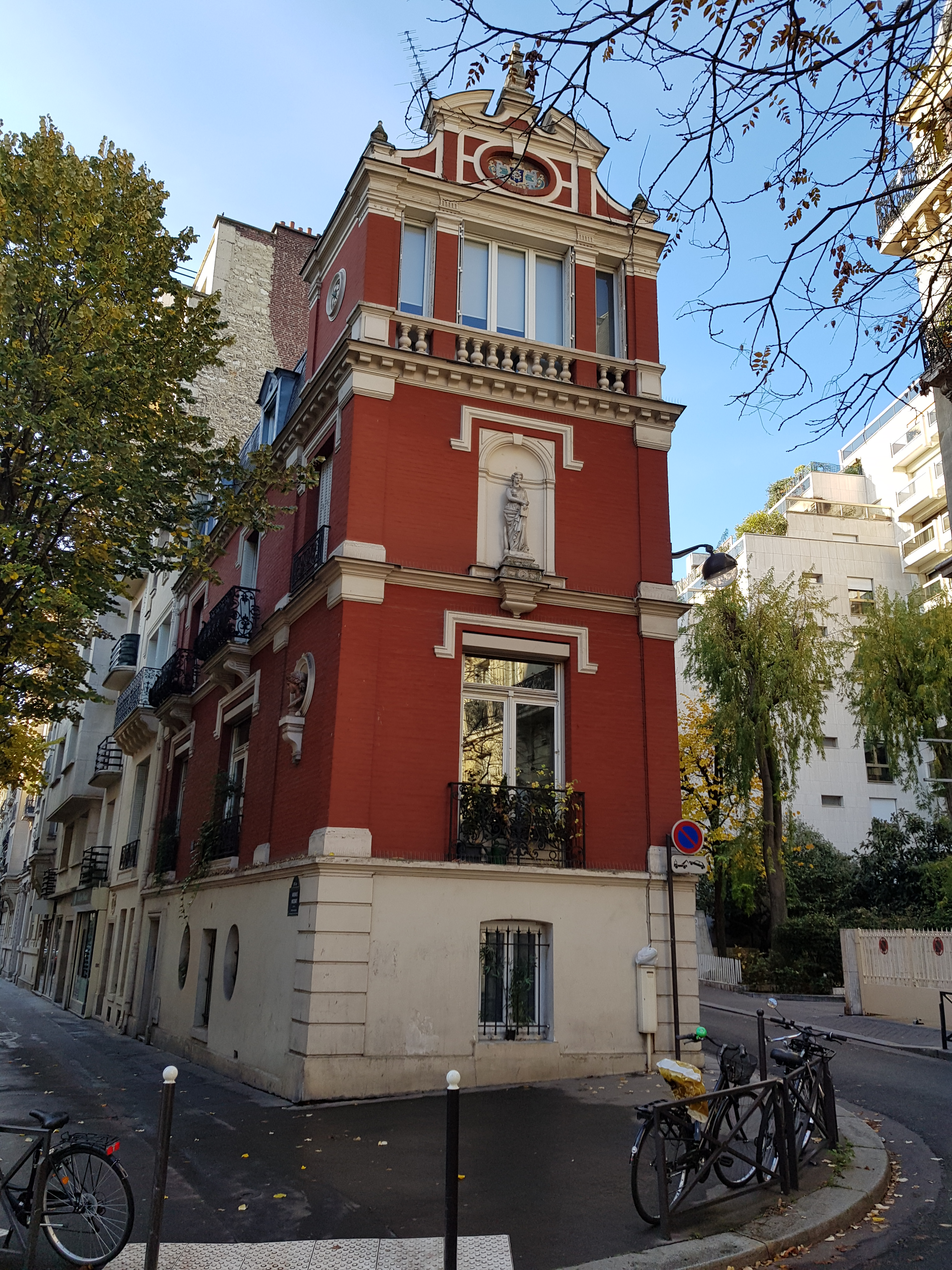
No 66.

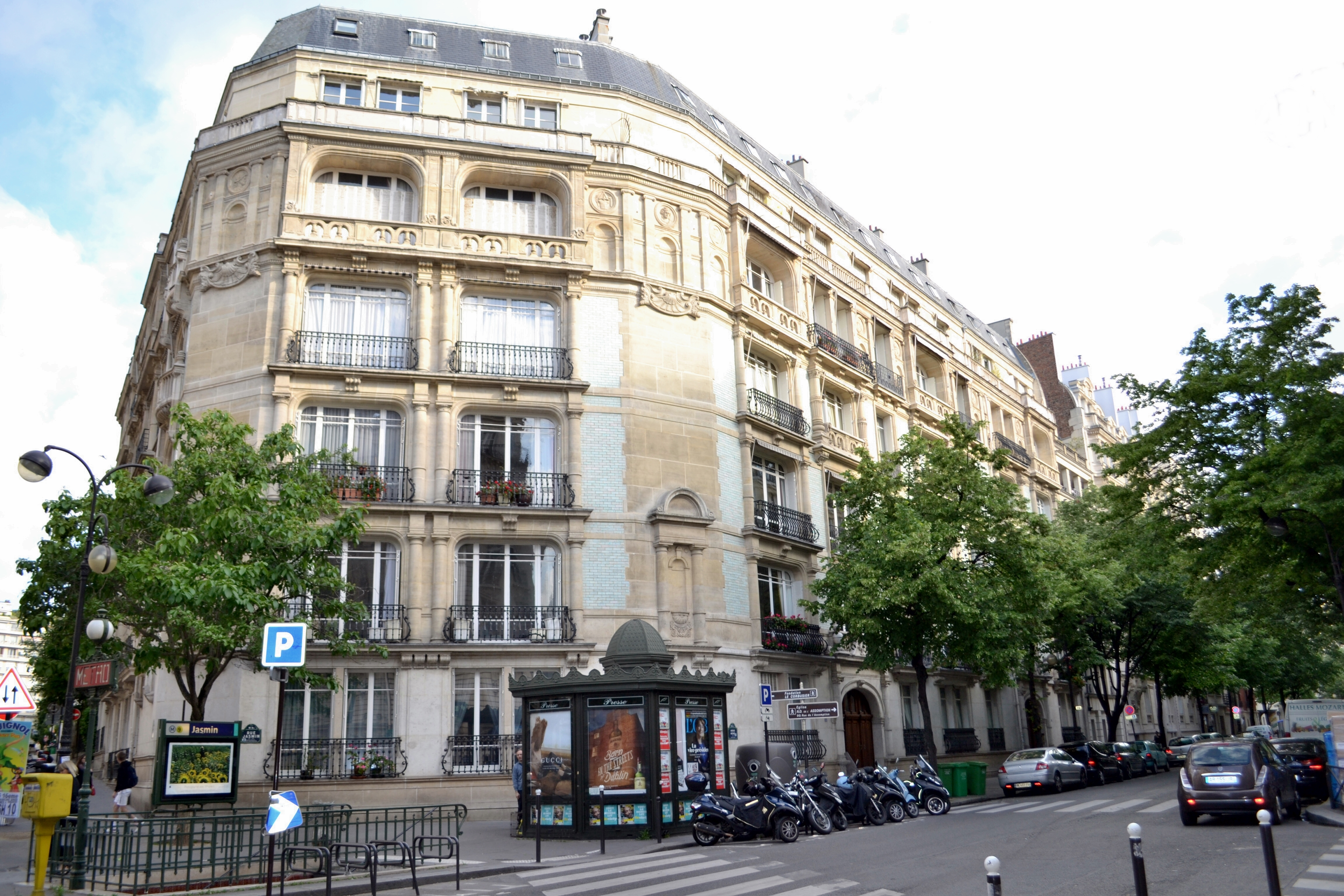
No 78.

- no 72 : l'homme de presse Valentin Simond (1842-1900) a habité à cette adresse, tout comme l'homme politique Georges Mandel (1885-1944)[1] de 1909 à 1936. Une plaque apposée en 2020 sur la façade lui rend hommage.
- no 73 : Paul Robain (1875-1950), avocat poitevin catholique et militant de l'Action française, est domicilié à cette adresse, selon son dossier militaire, en 1911.
- nos 76-78 : immeubles construits par l'architecte Jean-Marie Boussard (1896), inscrits sur la liste des bâtiments bénéficiant du label Protections Ville de Paris[11]. Des plaques commémoratives rendent hommage à :
  - Jackie Kennedy (1929-1994), alors Jacqueline Bouvier, étudiante à la Sorbonne, y séjourna entre septembre 1949 et juin 1950, où elle logeait, avec deux amies, chez la comtesse Robert de Renty, résistante dont le mari était mort en déportation. Elle déclara plus tard que cette année avait été la période la plus heureuse et la plus insouciante de sa vie[12] ;
  - André Lanskoy (1902-1976), peintre d'origine russe, y habita après-guerre et il établit son atelier ;
  - Guennadi Rojdestvenski (1931-2018), chef d'orchestre russe, y vécut ses dernières années ;
  - Pierre-Louis Bourgoin (1907-1970), officier et homme politique, compagnon de la Libération[13], y vécut de 1944 à 1968.

- nos 90 et 92 : immeubles de 1903 (architecte Louis Delay) ;
- no 101 : librairie Lavocat, fondée en 1920 par Mlle Lavocat et reprise en 1990 par Frédéric Airy[7] ;
- no 114 : immeuble érigé vers 1910 (architecte Louis Delay). Selon son dossier militaire, l'avocat et militant de l'Action Française Paul Robain (1875-1950) réside à cette adresse en 1923.
- no 119 : immeuble réalisé en 1904 de l'architecte A. Gilbert.
- no 120 : immeuble Houyvet[14],[15] avec son entrée au 2, villa Flore, construit en 1927 pour l'industriel Michel Houyvet par Hector Guimard, inscrit sur la liste des Protections patrimoniales de la Ville de Paris[16]. Paul Bourrillon y a vécu en 1914.
- no 122 : hôtel Guimard ; hôtel particulier construit par l'architecte Hector Guimard, le représentant majeur de l'Art nouveau en France[15], qui y vécut de 1913 à 1930.

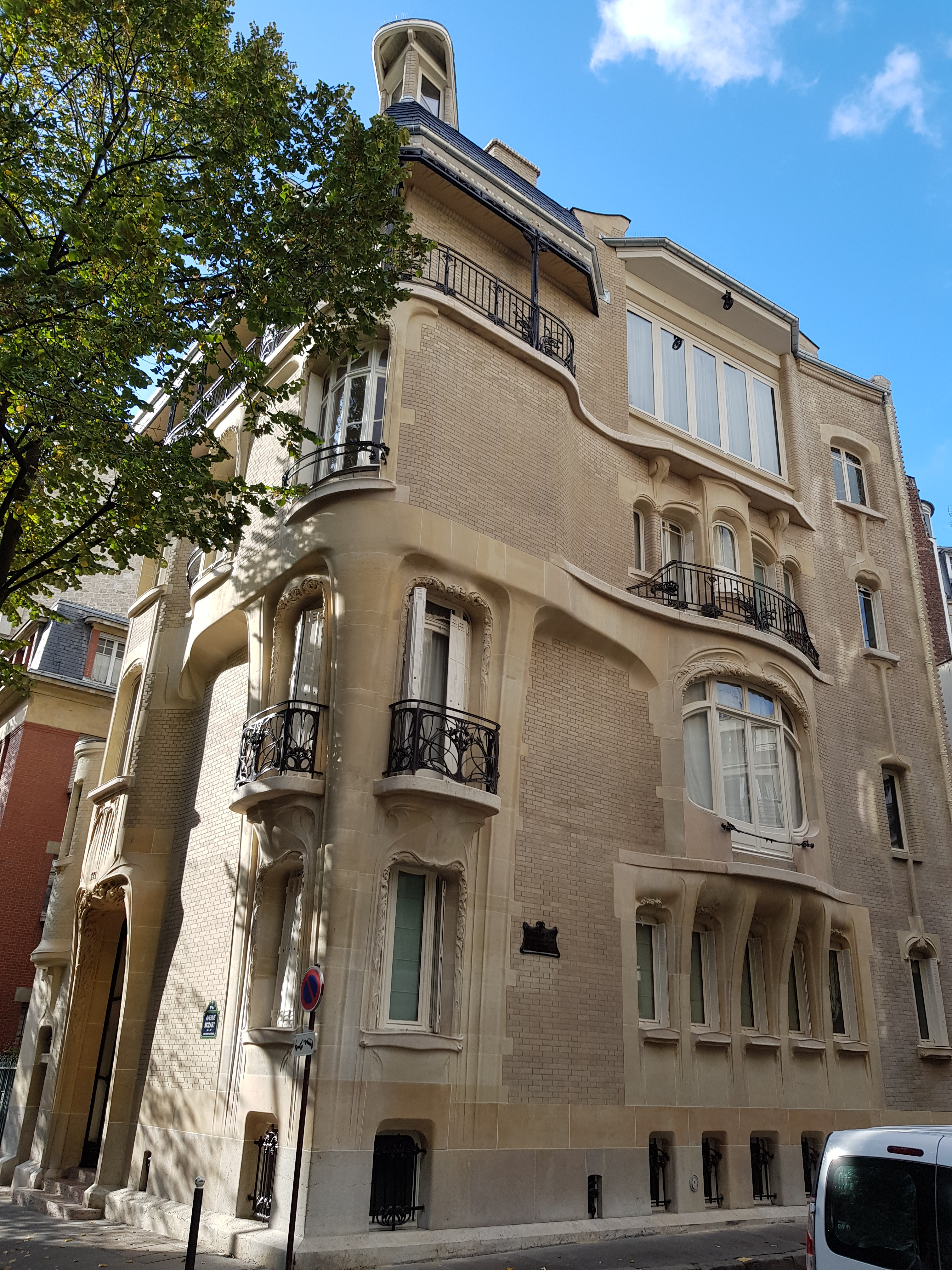
No 122 : hôtel Guimard.
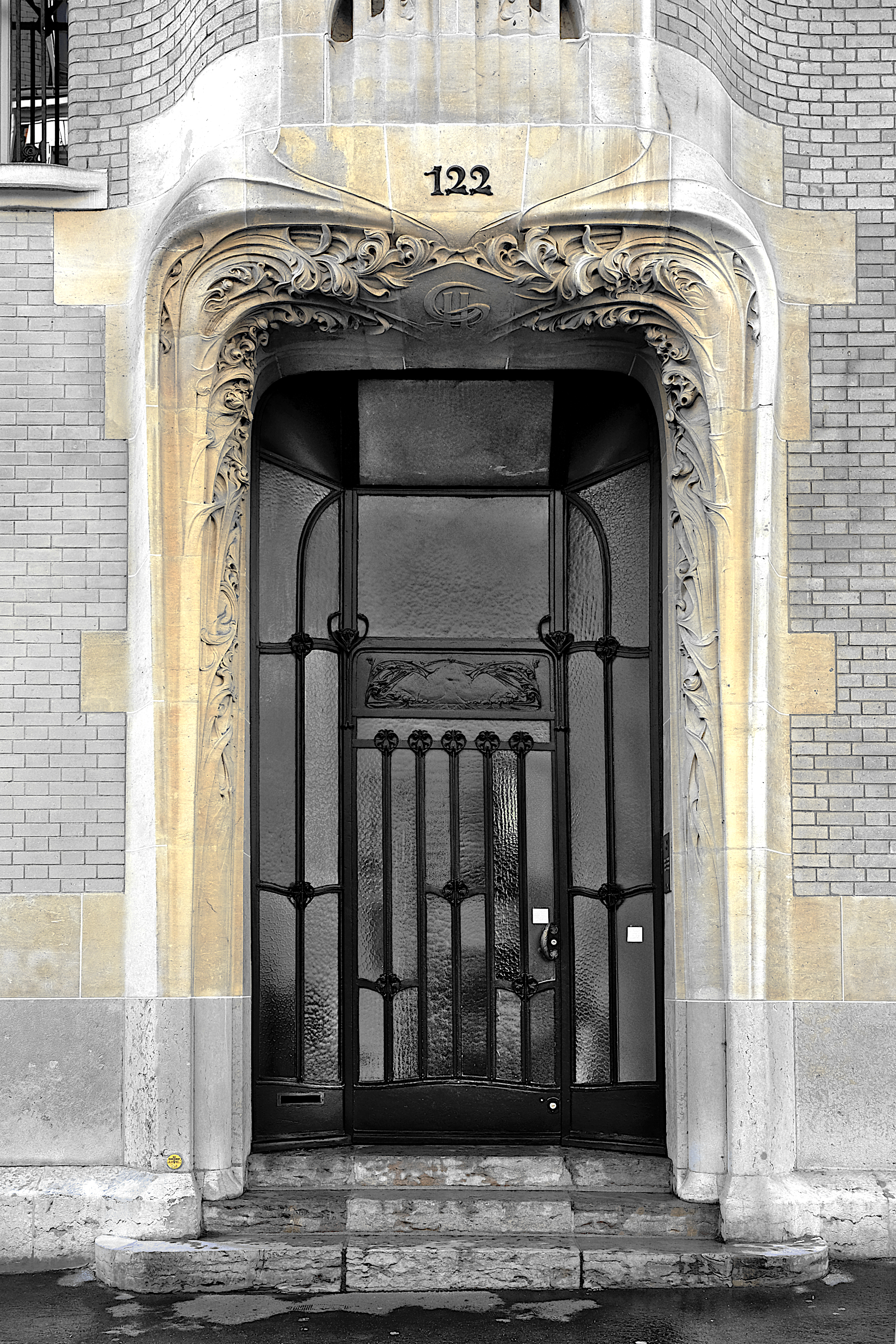
Porte.

- no 123 : l'historien Louis Madelin (1871-1956) y a vécu[1].
- nos 139-141 : agence LCI datant de 1863.

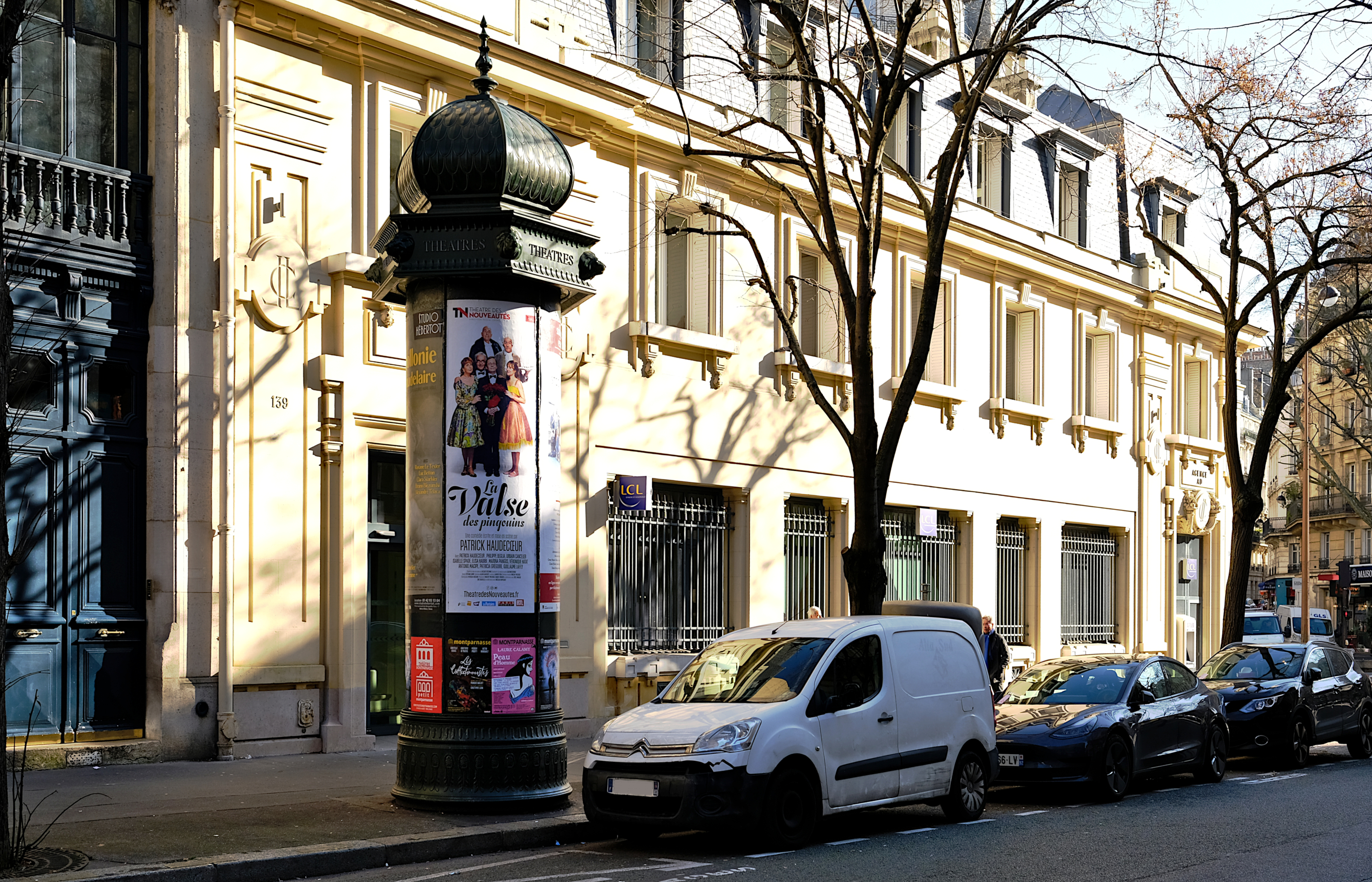
No 139.
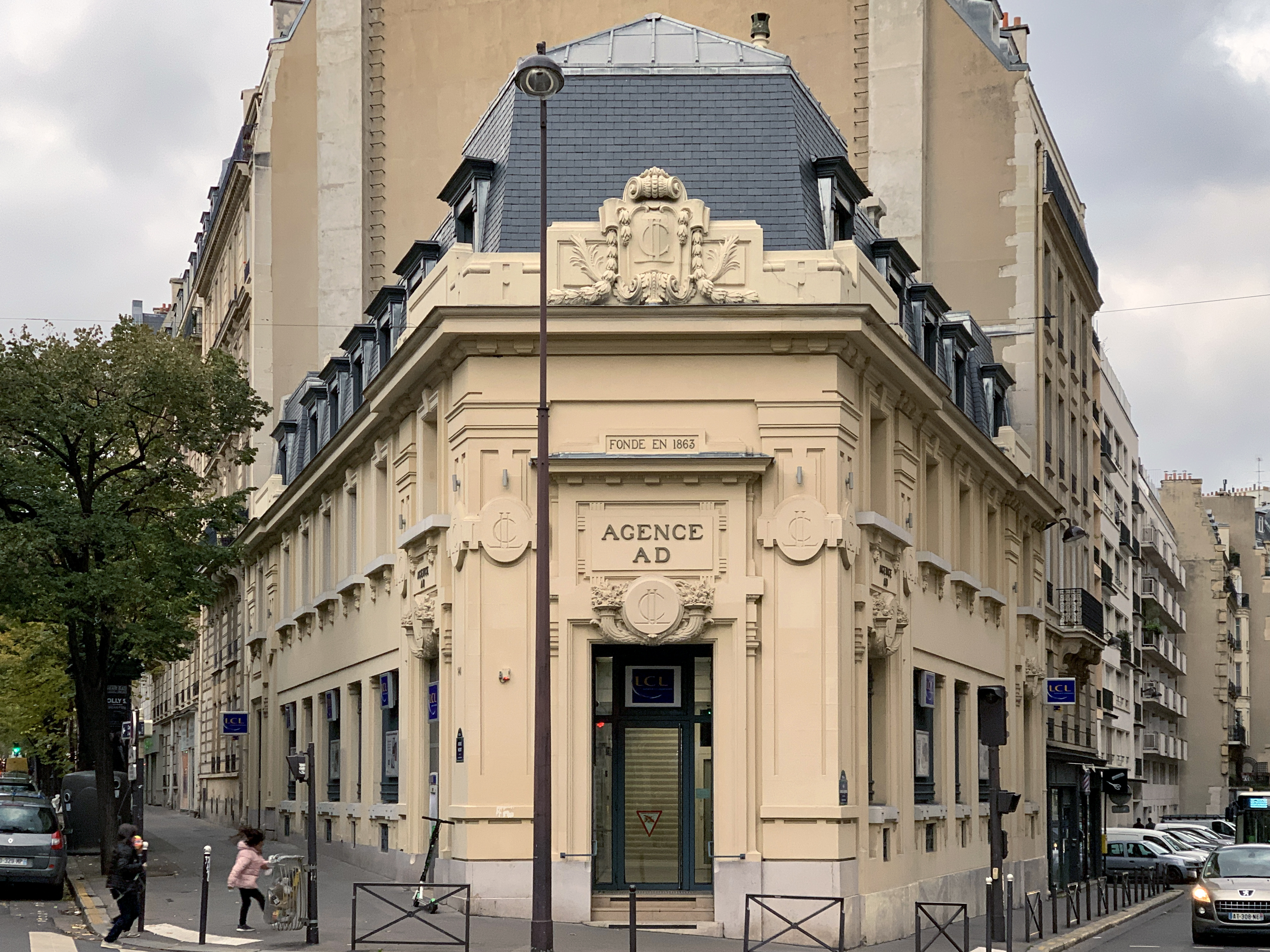
No 141, au croisement avec la rue Jean-de-La-Fontaine.

- La femme politique Élisabeth Borne y a grandi dans un appartement avec sa mère et sa sœur : « Ma mère doit élever seule ses filles adolescentes »[17].

## Représentations culturelles

### Chanson
- Boris Vian évoque l’avenue dans sa chanson Le Fêtard :

« Écoutez l’histoire affreuse

L’aventure douloureuse

D’un fêtard

Qui chaque soir

Rentrait tard

Dans son appartement de l’avenue Mozart »

### Jeu de société
L’avenue Mozart figure dans le jeu de société Monopoly.

### Littérature
- Avenue Mozart est un roman de Silvain Reiner (1921-2002), paru en 1984.